# Soccombenza
La soccombenza viene generalmente definita dalla dottrina un presupposto dell'azione di impugnativa. Comprende in sé quello che si chiama interesse ad impugnare.
Per individuare la soccombenza in un processo (e quindi accertare l'esistenza dell'interesse  necessario per impugnare una sentenza) si distingue generalmente tra soccombenza formale e soccombenza sostanziale. Si ha la prima quando una domanda o un capo di domanda o un'eccezione non viene accolta o viene accolta solo in parte o è stata accolta una domanda della controparte. La definizione materiale della soccombenza si fonda invece sugli effetti della decisione pronunciata e sulla loro attitudine a pregiudicare la parte. La giurisprudenza è costante nell'affermare che la soccombenza si deve considerare in senso pratico, ossia in relazione a un pregiudizio concreto ed attuale, e non teorico.
Secondo la Cassazione 18 agosto 1998, n° 8148: «La soccombenza che determina l'interesse ad impugnare deve essere valutata non soltanto alla stregua del dispositivo della sentenza, ma anche tenendo conto delle enunciazioni contenute nella motivazione che siano suscettibili di passare in giudicato in quanto presupposti logici necessari della decisione».
In un processo può capitare che la soccombenza sia dubbia. Il caso più tipico è quello della motivazione sfavorevole al vincitore.

Altro caso in cui il giudice decide la compensazione delle spese fra le parti è dovuto alla particolare complessità della materia del contendere, ravvisabile da alcuni elementi oggettivi, quali il rinvio pregiudiziale ad altre Corti (Corte Costituzionale, Corte di Giustizia UE, ecc.), ovvero l'esistenza di un contrasto giurisprudenziale con un precedente pronunciamento della Corte di Cassazione, o il dirimersi di questo con una sentenza delle Sezioni Unite.
Il principio della soccombenza afferma che il giudice, con la sentenza che chiude il processo davanti a lui, condanna la parte soccombente al rimborso delle spese a favore dell'altra parte e ne liquida l'ammontare insieme con gli onorari di difesa. 

La parte soccombente è tenuta anche a pagare allo Stato le spese processuali, calcolate in termini di ore lavorate dal giudice, costo delle perizie di parte del pubblico ministero e del giudice, di una quota fissa relativa all'utilizzo della struttura.
Taluni ritengono che la soccombenza e il ribaltamento di una quota maggiore delle spese processuali sui ricorrenti possano essere uno strumento deflativo del contenzioso civile e un disincentivo al moral hazard, la pratica di tentare una causa per ottenere un risarcimento, essendo, a vantaggio di chi propone ricorso e soccombe, prassi frequente la compensazione delle spese legali fra le singoli parti, e minime le spese processuali a carico dei ricorrenti. Maggiori costi contribuirebbero a ridurre drasticamente liti e resistenze temerarie, e numero e durata media delle cause civili.

Fra gli svantaggi, viene annoverato il rischio di privare completamente molti cittadini del diritto di difesa e alla giustizia civile. Altro argomento deriva dal vantaggio economico in termini di un maggiore risarcimento rispetto a quello riconoscibile preventivamente in sede di conciliazione e arbitrato, che la parte vincitrice trarrebbe dal protrarsi della causa: tale vantaggio potrebbe tradursi in un contributo alle spese processuali non limitato alla parte soccombente.
Non sempre l'addebito degli oneri alla parte soccombente è un deterrente al protrarsi del contenzioso, ad esempio qualora il proponente ricorso ottenesse in appello un risarcimento simile a quello di primo grado, ovvero in uno dei due gradi di giudizio un risarcimento pari a quanto determinato in sede di conciliazione e arbitrato, casi in cui di contro la legge permetterebbe al giudice di penalizzare la parte ricorrente.
In presenza di una concentrazione medio-alta delle spese processuali e legali complessive ovvero dei ritardi, oltre la media e in relazione ad un limitato numero di cause (es. 80-20: 80% delle spese processuali o dei ritardi determinati dal 20% delle cause civili), sarebbe fattibile un altro tipo di intervento selettivo di aumento delle spese processuali a carico della parte soccombente, solamente laddove queste siano sensibilmente superiori alla media.